# Регистр Ллойда
Регистр Ллойда (англ. Lloyd's Register of Shipping) — крупнейшее классификационное общество в мире.
Основано в 1760 году в Великобритании как добровольная ассоциация судовладельцев, судостроительных фирм, изготовителей судовых механизмов и страховых компаний.
Ничем, кроме омонимичного названия, не связано со страховым и перестраховочным рынком Lloyd's of London.
2 июля 2012 года Регистр Ллойда был преобразован из кооперативного промышленного общества (industrial and provident society) в закрытую акционерную компанию Lloyd's Register Group Limited. Единственным акционером этой компании является фонд Lloyd's Register Foundation, в который кооперативное общество передало значительную часть своих активов.
Регистр Ллойда представлен в различных регионах мира своими дочерними компаниями:
- Lloyd's Register EMEA (Европа, Ближний Восток и Африка);
- Lloyd's Register Asia;
- Lloyd's Register North America, Inc.;
- Lloyd's Register Central and South America Ltd.

Кроме того, в группу Lloyd's Register Group входит компания Lloyd's Register Quality Assurance Ltd (LRQA), которая занимается оценочной деятельностью в области охраны труда, окружающей среды и технической безопасности.

## История
Своим происхождением регистр, как и страховое сообщество, обязан лондонской кофейне Эдварда Ллойда, хозяин которой предоставлял её как место сбора и общения страховщиков, поручителей, судовладельцев и вообще всех, кто был заинтересован в новостях о судоходстве, прежде всего британском. Они регулярно собирались «у Ллойда» минимум с 1748 года, а в 1760 регистр был основан официально.
Первая регистровая книга Регистра Ллойда «Регистр страховщиков», или «Зелёная книга», издана в 1764 году, хранится в Британском музее. Для обозначения классов судов и их состояния создатели регистра использовали систему определённых буквенных индексов, с 1775 года появляется знак высшего качества. С конца XVIII века группа судовладельцев стала издавать «Красную книгу»; в 1834 году «Зелёная книга» и «Красная книга» были объединены, а регистр стал называться Регистр Британского иностранного судоходства Ллойда. На 2008 год Регистр Ллойда состоит из 13 национальных комитетов и десятков филиалов и представительств в 115 странах мира.

## Виды деятельности в морской отрасли
Основными задачами Регистра Ллойда являются:
- разработка правил постройки морских и речных судов, судовых механизмов, систем и оборудования;
- разработка правил безопасной эксплуатации судов и иных сооружений на море;
- разработка правил по охране человеческой жизни на море;
- разработка правил по предотвращению загрязнения морской среды;
- контроль за постройкой и эксплуатацией судов;
- классификация судов, судостроительных материалов, механизмов, систем и оборудования и выдача документов о наличии класса, годности к эксплуатации;
- разработка совместно с другими классификационными обществами международных стандартов безопасности и проектов международных конвенций и контроль за их соблюдением при постройке и эксплуатации судов;
- проведение научно-технических исследований;
- осуществление работ по ликвидации последствий морских аварий и выяснению их причин.

На 2008 год класс Регистра Ллойда имеют около 80 % судов под флагом Великобритании и около 28 % судов мирового флота.

### Пример классификации
Одним из классов Ллойда является классификация корпуса по прочности (класс А). Так, в начале XX века, «Военная энциклопедия Сытина» приводит следующее описание:

А — характеристика судов.
Суда торгового флота, в том числе и вспомогательные крейсера, которые на время войны вербуются из промышленных пароходов, по крепости своего корпуса разделяются различными морскими классификационными обществами на классы. Англ. Ллойд (Lloyd’s Register) классифицирует стальные и железные суда буквой А с цифрой, поставленной впереди и не имеющей абсолютного значения, а служившей лишь для сравнения прочности судов. Так высший класс обозначался 100А, затем следуют 95А, 90А и 80А. Каждые 4 года судно, приписанное к обществу Ллойда, подвергается осмотру, и если окажется, что оно начало изнашиваться и прочность его уменьшилась, то класс его уменьшается. Благодаря коммерческой репутации и солидности Ллойда, его марки пользуются всеобщим признанием и оказывают прямое влияние на страховые премии судов. Для военного флота эти марки имеют значение признака, характеризующего общее состояние (прочность корпусов, котлов и машин) данного коммерческого судна, могущего в случае войны превратиться в транспорт или вспомогательный крейсер.
— Военная энциклопедия,… Т. 1., с. 1